# Hardy Schneiders
Hardy Schneiders (Kaaimaneilanden, 1928) is een Zwitsers componist, dirigent, pianist en trombonist. Voor bepaalde werken gebruikt hij ook het pseundoniem: Norman Tailor.

## Levensloop
Schneiders werd uit Duits-Zwitserse ouders op de Kaaimaneilanden geboren. Als hij 3 jaar was kwam de hele familie naar Zwitserland terug. Schneiders studeerde aan het Conservatoire de musique de Neuchâtel in Neuchâtel en aan het Conservatoire de musique de Genève in Genève in het hoofdvak trombone. 
Hij zamelde een korte tijd orkest-ervaring in het omroeporkest van Bazel, maar ging aansluitend verder studeren bij Eugen Jochum orkestdirectie in München. Daarnaar werkte hij als repetitor en dirigent aan verschillende opera's in Duitsland en Zwitserland. In 1959 vertrok hij naar de Verenigde Staten, waar hij als pianist en arrangeur werkzaam was. 
Na zijn terugkomst werkte hij als arrangeur voor bekende artiesten (Karel Gott etc.) en omroeporkesten en maakte een wereld-concerttournee met Josephine Baker. Hij werkte aansluitend voor twee jaar aan de Muziekacademie Bazel in Bazel. Tegenwoordig woont hij afwisselend in Canada en in Zwitserland. 
Als componist schrijft hij vooral voor harmonieorkesten en brassband.

## Composities

### Werken voor orkest
- Fantasiestück, voor hoorn, hobo, piano en strijkorkest
- Souvenirs of Switzerland, voor orkest

### Werken voor harmonieorkest en brassband
- A Votre Sante, voor harmonieorkest of brassband
- All Aboard!, voor harmonieorkest
- Balkan Suite (Hungaria - Romania - Bulgaria), voor harmonieorkest
- Biergarten Party, voor harmonieorkest
- Blacksmith Polka, voor harmonieorkest
- Bohemian Dance Party, voor harmonieorkest
- Brazilian Impressions, voor harmonieorkest
- Brief-Encounter, voor harmonieorkest
- Bulgaria, voor harmonieorkest
- Bummel Petrus, voor harmonieorkest
- Buna sera biala, voor brassband
- Burlesque, voor harmonieorkest
- Cielito Lindo, voor harmonieorkest
- Circus Marsch, voor harmonieorkest
- Conception, voor brassband
- Concert Aperitif, voor trombone solo en harmonieorkest

- Da mia patria, voor cornet solo en brassband
- Das Wandern ist des Müllers Lust, voor harmonieorkest
- Feierabend Polka, voor harmonieorkest
- Fidelity, voor brassband
- Friendship, voor harmonieorkest
- Funeral March, treurmars voor harmonieorkest
- Hopp Schwyz, voor harmonieorkest
- Hungaria - Hongaarse fantasie, voor harmonieorkest
- Igl ei tut vanitate, voor brassband
- Klarifari, voor drie klarinetten solo en harmonieorkest
- La parlera, voor brassband
- La Suisse est Belle, voor harmonieorkest
- Merry Christmas, voor gemengd koor en harmonieorkest

- Metropolitan Overture, voor harmonieorkest
- Nova Scotia Suite, voor harmonieorkest
  1. Daybreak on South Shore
  2. Green Bay
  3. Downtown Halifax
- Operetten-Cocktail, voor harmonieorkest
- Passepied, voor harmonieorkest
- Patria Mia, voor harmonieorkest
- Romanian Rhapsody, voor harmonieorkest
- Souvenir de Russie, voor harmonieorkest
- Souvenirs of Switzerland, voor harmonieorkest
- Tubanera, voor tuba solo en harmonieorkest
- Watering the Periwinkles, voor alphoorn in F en harmonieorkest
- Wiener Walzer Medley, voor harmonieorkest

### Kamermuziek
- Barbecue-Blues, voor vijf klarinetten
- Saxomanie, voor vijf saxofoons
- Valse des Sylphides, voor saxofoon, gitaar, accordeon en slagwerk
- Watering The Periwinkles, voor alphoorn in F (of Ges) en piano

### Werken voor accordeon
- Desencanto
- Dona nobis pacem
- Kleiner Auftakt (Petit Prélude)